# Srpovník karbincolistý
Srpovník karbincolistý (Klasea lycopifolia) je vytrvalá, v české přírodě jen vzácně se vyskytující bylina kvetoucí v letních měsících červenofialovými kvítky sestavenými do nevelkého úboru. V minulosti byl tento v české krajině původní druh, známý pod názvem srpice karbincolistá, součásti rodu srpice. Počátkem třetího tisíciletí byla rostlina přeřazena do rodu srpovník a přejmenována na srpovník karbincolistý.

## Rozšíření
Je starobylým evropským druhem, centrum jeho rozšíření se nachází na severních březích Černého moře a ve Velké uherské nížině. Západní hranice jeho výskytu vede přes Rakousko, Českou republiku a Polsko, východní přes jih centrální část evropského Ruska. Na severu jeho areál zasahuje do Polska a na sever Ukrajiny, nejjižněji roste na Balkánu, v Rumunsku a Moldávii. Od celistvého areálu jsou oddělené arely ve střední Itálii a jižní Francii.
V Česku se tento ponticko-panonský druh vyskytuje jen ojediněle, většinou pouze na jihu Moravy. Bývá tam k vidění např. v národní přírodní památce Dunajovické kopce, přírodní památce Špidláky a v přírodních rezervacích Louky pod Kumstátem a Hovoranské louky. Roste také v jižní části Bílých Karpat, např. v národních přírodních rezervacích Čertoryje a Porážky, i v přírodní rezervaci Kútky. Je znám z nadmořské výšky 150 až 400 m n. m.

## Ekologie
Hemikryptofyt vybírající si se k růstu nejčastěji dobře osluněné nebo mírně zastíněné travnaté stráně, které mohou být i porostlé křovinami, svahy stepního charakteru nebo okraje a paseky teplomilných listnatých lesů. Nejlépe mu vyhovují hluboké, humózní, střídavě vlhké, neutrální až mírně zásadité půdy dobře zásobené minerály, které jsou tvořené převážně spraší nebo vápenatými pískovci.
Květy bývají opylovány motýly, blanokřídlým i dvoukřídlým hmyzem. Ploidie druhu je 2n = 60.

## Popis
Vytrvalá světlomilná bylina s lodyhou vysokou 30 až 100 cm vyrůstající z krátkého, tlustého oddenku s četnými podzemními výběžky. Lodyha je přímá, nevětvená, v dolní části olistěná a jemně chlupatá, v horní má jen několik kopinatých listenů a je lysá. Přízemní listy s dlouhým řapíkem mají široce vejčitou čepel o délce 10 až 12 cm a šířce 3 až 4 cm, na bázi zúženou do řapíku a po obvodě lyrovitě peřenolaločnou až peřenodílnou. Lodyžní střídavé listy jsou přisedlé, podobně velké jako přízemní, lesklé a lysé, lyrovitě peřenoklané až peřenosečné a mají se tři až pět párů úzkých, kopinatých úkrojků.
Nejhořejší lodyžní listy jsou dělené až téměř na střední žilku a nápadně se podobají listům hluchavkovité rostliny jménem karbinec, odtud pochází druhové jméno "karbincolistý".
Na vrcholu lodyhy vyrůstá na dlouhé stopce jediný úbor velký 2 až 3 cm se zvonkovitým zákrovem. Všechny jeho květy mají redukovaný kalich a červenofialovou, srostlou trubkovitou korunu. Květy ve středu terče jsou oboupohlavné, kdežto rostoucí na obvodu úboru jsou větší a občas jalové. Víceřadý zákrov má listeny bez přívěsků uspořádané střechovitě, vnější jsou vejčité a vnitřní čárkovité.
Plod je nažka 4 až 5 mm dlouhá s víceřadým, špinavě bílým chmýrem, který účinně pomáhá při rozšiřování semene větrem. Při umělém pěstování je klíčivost nažek dobrá, o klíčení v přírodě mnoho informaci není.

## Rozmnožování
Rostlina má bohatý kořenový systém a někdy vytváří rozlehlé porosty, ve kterých již nelze rozlišit hranici mezi jednotlivci. Vegetativní rozmnožování je u tohoto druhu mnohem častější než generativní, málokdy se objevují noví jedinci pocházející prokazatelně ze semen. Rostliny z neznámých příčin vykvétají velmi nepravidelně a navíc období kvetení spadá do druhé poloviny června a počátku července, tehdy jsou rostliny rostoucí na sečených stanovištích často posekány ještě před rozkvětem.

## Ohrožení
Druh asi nikdy nebyl v přírodě České republiky příliš hojný, pro objektivní posouzení však scházejí doklady z minulosti. Jeho početní stavy byly sníženy celkovou destrukcí krajiny, na kterou měl vliv sukcesní posun jejich stanovišť k lesu (náletové dřeviny), nebo intenzivní obhospodařování luk (časté kosení a hnojení), stejně jako absence hospodaření na nich (hromadění stařiny).
Srpovník karbincolistý je z pohledu ohrožení vyhodnocen "Vyhláškou MŽP ČR č. 395/1992 Sb. ve znění vyhl. č. 175/2006 Sb." jako kriticky ohrožený druh (§1) a "Červeným seznamem cévnatých rostlin České republiky z roku 2012" silně ohroženým druhem (C2r).